# Christos Albanis
Christos Albanis (Kalambaka, 5 de noviembre de 1994) es un futbolista griego que juega de centrocampista en el F. C. Andorra de la Primera Federación.

## Trayectoria
Empezó su carrera en los filiales del Eintracht Fráncfort y el S. C. Friburgo. Tras este paso por el fútbol alemán, volvió a su país para jugar en el Apollon Smyrnis, contribuyendo con nueve goles en el ascenso a la Superliga de Grecia.
En mayo de 2018 fichó por el AEK Atenas. Allí estuvo tres años antes de ser cedido las temporadas 2021-22 y 2022-23 al Apollon Limassol y el F. C. Andorra respectivamente. Este último equipo lo adquirió en propiedad, pero en su segundo año solo pudo jugar tres partidos debido a una lesión en pretemporada. Aun así, en julio de 2024 renovó hasta 2027.

## Selección nacional
Albanis fue internacional sub-18, sub-20 y sub-21 con la selección de fútbol de Grecia.

## Clubes
| Club                      | País     | Año       |
| ------------------------- | -------- | --------- |
| Eintracht Fráncfort II    | Alemania | 2013-2014 |
| S. C. Friburgo II         | Alemania | 2014-2015 |
| Apollon Smyrnis           | Grecia   | 2015-2018 |
| AEK Atenas                | Grecia   | 2018-2023 |
| Apollon Limassol (cedido) | Chipre   | 2021-2022 |
| F. C. Andorra (cedido)    | Andorra  | 2022-2023 |
| F. C. Andorra             | Andorra  | 2023-     |

## Palmarés

### Títulos nacionales
| Título                     | Club             | País   | Año  |
| -------------------------- | ---------------- | ------ | ---- |
| Primera División de Chipre | Apollon Limassol | Chipre | 2022 |